# 뿌요
뿌요(ぷよ, 1984년 ~ ) 혹은 푸요는 일본의 만화가이다. 컴퓨터 게임을 소재로 한 코믹 앤솔로지나 라이트 노벨의 삽화를 중심으로 활동하고 있다.
《월간 소년 에이스》 2007년 9월호부터 《스즈미야 하루히 시리즈》(타니가와 나가루 원작, 캐릭터 원안 이토 노이지)를 원작으로 하는 공식 패러디 작품 《스즈미야 하루히 짱의 우울》을 연재 중이다.

## 작품

### 만화
- 스즈미야 하루히 짱의 우울 (월간 소년 에이스)

- 나가토 유키짱의 소실 (월간 영 에이스)

### 삽화
- 칼레이도스코프의 반대편 (전격 문고)
- 죽지 않는 남자를 사랑한 소녀 (소라노 카즈키, HJ문고)